# غار هزارمرد

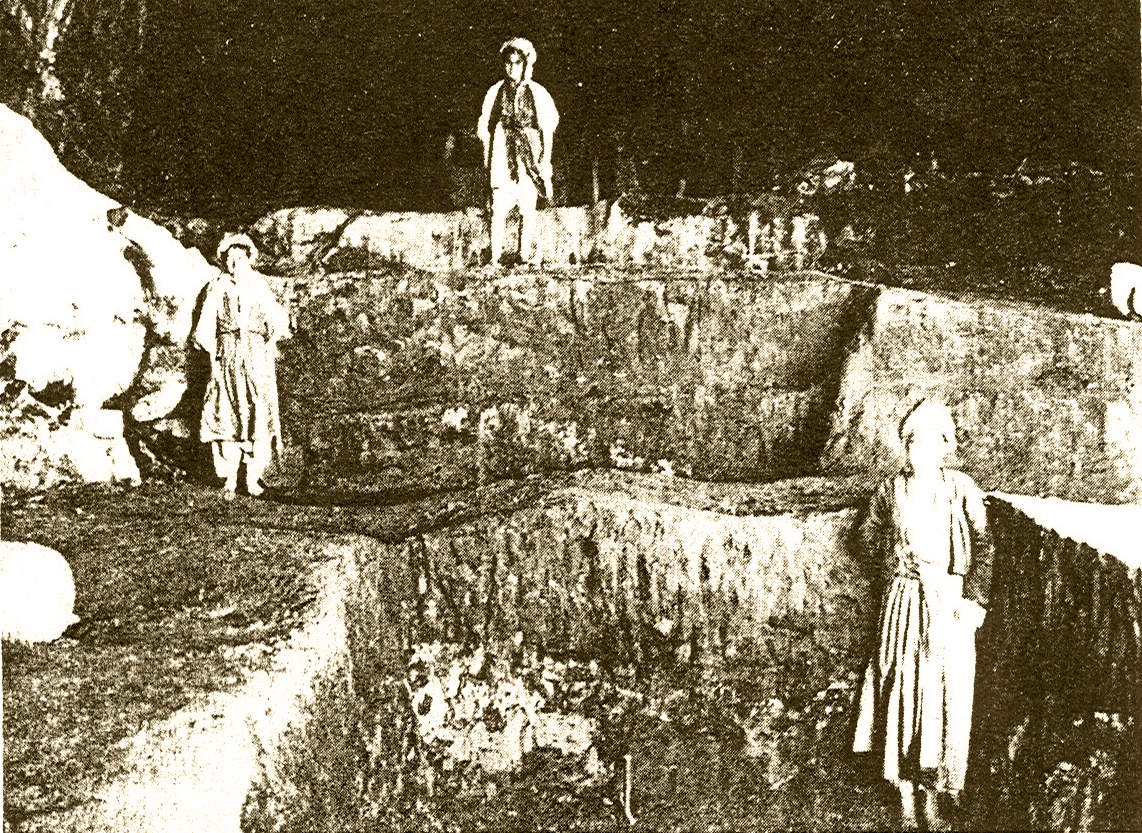
هزارمرد، ۱۹۲۸؛ سه پسر کرد در سطوح مختلف ترانشه‌های حفاری ایستاده‌اند

هِزارمَرد نام گروهی از غارهای پارینه‌سنگی است که در سال ۱۹۲۸ توسط دورتی گارود حفاری شد. این غارها در جنوب باختری سلیمانیه در اقلیم کردستان، عراق قرار دارند. کاوش‌های گارود در دو غار از گروه هزارمرد، شواهدی از سکونت در دورهٔ پارینه‌سنگی میانه و فراپارینه‌سنگی ارائه داده است. در کُردی به آن «اشکەوتی تاریک» به‌معنای «غار تاریک» می‌گویند. این غار چشم‌اندازی مشرف به دره دارد و در نزدیکی چشمه‌ای کوچک و روستایی به همین نام قرار گرفته است.
غار تاریک دارای یک تالار بلند با ابعاد ۱۱ در ۱۲ متر است. لایهٔ موستری (سطح C) بیش از ۳ متر ضخامت دارد و حاوی اجاق‌های فراوان، سنگ‌چخماق‌های سوخته و استخوان‌های سوخته است. مجموعه ابزارهای سنگی ساخته‌شده از سنگ آتش‌زنه و چرت، عمدتاً شامل تراشه‌های جانبی و سر‌نوک‌های موستری است و هیچ نشانه‌ای از روش لوالوآ در آن دیده نمی‌شود. در پایین‌ترین بخش‌های سطح C، اما همچنان در لایه‌های موستری، دو تبر دستی یافت شده است. تراشه‌های جانبی به‌تدریج در بخش‌های بالایی سطح C کاهش می‌یابند.
مجموعه بقایای جانوری، با وجود تکه‌تکه بودن، نمایی کاملاً امروزی دارد و شامل استخوان‌های بز کوهی، گوزن قرمز، غزال، موش صحرایی، موش کور، خرگوش، خفاش و چند گونه پرنده متعلق به زیستگاه‌های جنگلی و بوته‌زار است. همچنین وجود حلزون‌هایی از گونهٔ حلزون سلیمان، نشان‌دهندهٔ محیطی ترکیبی از جنگل، علفزار و بوته‌زار است، مشابه شرایط امروزی منطقه. کاوشی کوچک در «غار آبی» مجاور نیز شواهدی از سکونت موستری ارائه داده است.
گارود تمام اشیای حفاری‌شده را نگه نداشت و تنها قطعاتی را که از نظر گونه‌شناسی ارزشمند بودند، حفظ کرد؛ باقی اشیاء در محل حفاری رها شدند.
هزارمرد و غار شانه‌در تنها محوطه‌های کاوش‌شدهٔ پارینه‌سنگی میانه در کردستان عراق هستند.